# Gouvernement Ben Bella II
République algérienne
Ben Bella I Ben Bella III
Le gouvernement Ben Bella II du 18 septembre 1963 au 2 décembre 1964 est le premier gouvernement nommé après l'élection présidentielle qui consacre Ahmed Ben Bella premier président de la République de l'Algérie indépendante.
Ce gouvernement est marqué par la création de trois postes de vice-présidents du Conseil et par la suppression du ministère de l'Éducation, remplacé par le ministère de l'Orientation nationale.

## Composition
| Fonction | Titulaire | Titulaire                              | Parti |
| --- | --------- | -------------------------------------- | ----- |
| Président de la République, président du Conseil                                                                 |           | Ahmed Ben Bella                        | FLN   |
| Vice-président du Conseil, ministre de la Défense nationale                                                      |           | Houari Boumediène                      | FLN   |
| Vice-président du Conseil                                                                                        |           | Saïd Mohammedi                         | FLN   |
| Vice-président du Conseil                                                                                        |           | Rabah Bitat démission en novembre 1963 | FLN   |
| Ministre d'État                                                                                                  |           | Amar Ouzegane                          | FLN   |
| Ministre de la Justice, garde des Sceaux                                                                         |           | Mohamed El Hadi Hadj Smaine            | FLN   |
| Ministre de l’Intérieur                                                                                          |           | Ahmed Medeghri                         | FLN   |
| Ministre de l’Économie nationale                                                                                 |           | Bachir Boumaza                         | FLN   |
| Ministre de l’Agriculture                                                                                        |           | Ahmed Mahsas                           | FLN   |
| Ministre de l’Orientation nationale                                                                              |           | Chérif Belkacem                        | FLN   |
| Ministre des Affaires sociales                                                                                   |           | Mohamed Seghir Nekkache                | FLN   |
| Ministre des Affaires étrangères                                                                                 |           | Abdelaziz Bouteflika                   | FLN   |
| Ministre de la Reconstruction, des Travaux publics et des Transports                                             |           | Ahmed Boumendjel                       | FLN   |
| Ministre des Postes et Télécommunications                                                                        |           | Abdelkader Zaïbek                      | FLN   |
| Ministre des Habous                                                                                              |           | Ahmed Taoufik El Madani                | FLN   |
| Ministre du Tourisme                                                                                             |           | Kaïd Ahmed                             | FLN   |
| Sous-secrétaire d'État à l'Orientation nationale, chargé de la Jeunesse et des Sports nommé le 23 septembre 1963 |           | Sadek Batel                            | FLN   |

## Remaniement du 20 septembre 1963
- Suppression du poste de vice-président du Conseil de Rabah Bitat